# Elia Marina Fernández de Mansilla
Elia Fernández de Mansilla (Aguilares, 27 de febrero de 1965) es una docente y política argentina, Diputada Nacional por la provincia de Tucumán desde el 2 de noviembre de 2023, reemplazando a Rossana Chahla que actualmente forma parte del Bloque Independencia. Anteriormente fue Intendenta de Aguilares entre 2015 y 2023.

## Biografía
Inicio en la política de forma indirecta siendo esposa de Sergio Francisco Mansilla Intendente Electo por Aguilares en 1999, posteriormente ministro de Tucumán y Senador Nacional por Tucumán. En 2015 se involucro directamente al ser candidata a Intendenta por Aguilares, siendo electa en 2015 y 2019. En 2023 fue sucedida por su hija electa intendenta Gimena Mansilla Fernández. Posteriormente debido a que la diputada Rossana Chahla renunció a su bancada en la cámara de diputados, permitió que Elia Fernández asuma como diputada.
En enero de 2024 generó polémica al unirse al Bloque Independencia con los diputados jaldistas de la Provincia de Tucumán, separándose del bloque de Unión por la Patria para apoyar al presidente Javier Milei.

## Historial electoral
|  | 48.37 % |

|  | 65.02 % |

|  | 49,40 % |

|  | 42,18 % |